# Amietophrynus urunguensis
Amietophrynus urunguensis là một loài cóc thuộc họ Bufonidae.
Loài này có ở Tanzania và Zambia.
Môi trường sống tự nhiên của chúng là rừng ẩm vùng đất thấp nhiệt đới hoặc cận nhiệt đới, vùng núi ẩm nhiệt đới hoặc cận nhiệt đới, vùng cây bụi cận Bắc cực, và sông ngòi.